# Lindiwe Mabuza
Lindiwe Mabuza (* 13. August 1938 in Newcastle, Südafrika; † 6. Dezember 2021) war eine südafrikanische Diplomatin und Lyrikerin.

## Leben
Nach dem Schulabschluss in Newcastle studierte sie in Roma in Basutoland am Pius XII College, wo sie einen Bachelor of Arts erwarb. Von 1962 bis 1964 arbeitete sie als Lehrerin für englische und Zulu-Literatur in Manzini in Swasiland. Sie erwarb einen Master of Arts in Englischer Sprache an der Stanford University (1966) und einen  Master of Arts in Amerikanistik an der University of Minnesota (1968), wo sie im Anschluss (1968 bis 1969) als Lecturer im Department of Sociology tätig war. Danach lehrte sie bis 1977 als Assistant Professor an der Ohio University im Bereich Literatur und Geschichte.
Von 1977 bis 1979 arbeitete sie für den African National Congress (ANC) als Rundfunkjournalistin bei Radio Freedom in Lusaka.
Lindiwe Mabuza eröffnete und leitete 1985 ein Büro des ANC in Dänemark, 1986 ein ANC-Büro in Schweden und 1987 eines in Finnland. Dort war sie als Chief Representative des ANC vertreten. Von 1989 bis 1994 hatte sie dasselbe Amt in den Vereinigten Staaten von Amerika inne.
Bei den Wahlen 1994 wurde sie in das südafrikanische Parlament gewählt. Das Mandat legte sie 1995 nieder. Von 1995 bis 1999 war sie Botschafterin in Bonn und Berlin. Von 1999 bis 2001 war sie südafrikanische Hochkommissarin bei den Regierungen in Kuala Lumpur (Malaysia), Bandar Seri Begawan (Brunei) und Manila (Philippinen).
2001 bis 2010 war sie südafrikanische Hochkommissarin in London.

## Ehrungen
- 1993 erhielt sie die Ehrendoktorwürde (Ph.D.) der University of Durban-Westville.[2]
- 2014 wurde sie für ihre Verdienste als Kulturaktivistin mit dem Order of Ikhamanga in Silber ausgezeichnet.[5]

## Ausgewählte Schriften
- One Never Knows: An Anthology of Black South African Women Writers in Exile. Skotaville Publishers, Braamfontein 1989[6]
- Letter to Letta: Poems. Skotaville Publishers, Johannesburg 1991[6]
- Voices That Lead: Poems 1976-1996. Vivlia Publishers, Florida Hills [South Africa] 1998[7]
- Africa to me. Gedichte englisch/deutsch. Aus dem Englischen von Susanne Koehler. Peter Hammer Verlag, Wuppertal 1998 (=Bibliothek Afrika), ISBN 3-87294-807-5
- mit Alan Baker (Illustrator): South African Animals. Tamarind, Northwood 2007[8]